# Ervenice
Еrvenice (cirill betűkkel Ервенице) település Szerbiában, a Raškai körzet Tutini községében.

## Népesség
- 1948-ban 121 lakosa volt.
- 1953-ban 155 lakosa volt.
- 1961-ben 172 lakosa volt.
- 1971-ben 88 lakosa volt.
- 1981-ben 86 lakosa volt.
- 1991-ben 75 lakosa volt.
- 2002-ben 57 lakosa volt,[1] akik közül 56 bosnyák (98,24%) és 1 ismeretlen.[2]